# Ali Ait Ferhat
Ali Ideflawen, o simplemente Ideflawen, (en árabe: علي آيت فرحات‎)‎; (nombre real Ait Ferhat Ali (en árabe: آيت فرهات علي‎)‎; 16 de enero de 1957 (68 años), Timizart (provincia de Tizi Ouzou, Cabilia, Argelia) es un músico, cantautor, intérprete y activista argelino de expresión del idioma cabilio, y miembro fundador del Grupo Ideflawen. En este nuevo producto, Ideflawen, retoma un poema de la madre del militante nacionalista Ali Laïmèche. Un diálogo entre la madre y su descendencia dedicando su vida a la libertad. Todo con un colorido vestido musical. "Ayyigh daaegh-k a mmi, lukan tettaghed awal-iw; ad-iyi hqer waâdaw-IW, mi qlegh de akli tmurt di-IW "(Sigo pidiendo mi hijo, al menos si estuviera escuchando, mi enemigo me irritan, si me convertía en un esclavo en mi país). Tal es el lamento brillantemente cantado por Ideflawen.
Se lo invoca, en la crítica, como el artista con la voz dorada.
Su sobrenombre de artista, Ali Ideflawen, significa «Ali de las nieves» en tamazight. Sus temas han encarnado magistralmente el dolor de la memoria colectiva de un pueblo maltratado por la opresión del poder político. militar; y, también por las traiciones múltiples de Kabyles de servicio.
Sus álbumes son un éxito completo. Una de sus canciones: "Berwagia", un texto que cuenta la terrible experiencia y el sufrimiento de los presos políticos, arrojados a las mazmorras durante semanas en el frío y la humedad. Y en otra canción de culto, Ali interpreta una canción inédita de su amigo y compañero de lucha Imaziɣen Imula, titulada "¡Sí, sí señor!". Sus temas se ocupan de las noticias calientes dominadas por el surgimiento del fundamentalismo islámico, que estará en el origen de la década negra.
La voz de Ali Ideflawen, mejora tantos mensajes de poetas, dándoles una y otra vez un soplo de vida que se regenera, hasta el punto en que el público ya no está ante un escenario escuchándolo: es transportado a una Argelia de las década de 1970 y 1980, que censuró las libertades, encarceló a los opositores, que maltrataron sus identidades, que menospreciaron a la mujer, que sofocaron al individuo y que violaron las esperanzas. Cuando el artista canta Tilmzit (La mujer), su público canta a coro con él.